# 토비스미디어
토비스미디어는 대한민국의 연예 기획사이다.

## 소속 연예인
- 강동호
- 강걸
- 이도영
- 레이 양
- 한지우
- 유은호
- 민지원
- 유호린